# Wektor Blocha
W mechanice kwantowej wektor Blocha jest euklidesową geometryczną reprezentacją stanu kwantowego dwupoziomowego układu kwantowego.

## Ogólna definicja
Każdą macierz gęstości {\displaystyle \rho } stanu dwupoziomowego można sparametryzować jako
{\displaystyle \rho ={\frac {1}{2}}\left(I_{2}+x\sigma _{x}+y\sigma _{y}+z\sigma _{z}\right),}
gdzie {\displaystyle I_{2}} jest dwuwymiarową macierzą jednostkową, zaś {\displaystyle \sigma _{x},} {\displaystyle \sigma _{y}} i {\displaystyle \sigma _{z}} to macierze Pauliego, zaś współczynniki x, y i z to współrzędne wektora Blocha.
Rozkład ten jest jednoznaczny.
Dla stanów czystych długość wektora Blocha równa jest 1, dla stanów mieszanych jest mniejsza. W szczególności dla stanu całkowicie mieszanego długość wektora Blocha równa jest zero.

## Stan czysty
Jeżeli wektor stanu wyraża się wzorem
{\displaystyle |\psi \rangle =\cos \theta \,|0\rangle +e^{i\phi }\sin \theta \,|1\rangle ,}
wtedy wektor Blocha w przestrzeni rzeczywistej {\displaystyle R^{3}} {\displaystyle [x,y,z]} jest dany przez
{\displaystyle {\begin{aligned}x&=\sin 2\theta \times \cos \phi ,\\y&=\sin 2\theta \times \sin \phi ,\\z&=\cos 2\theta .\end{aligned}}}